# 尼勒克县
尼勒克县是中国新疆维吾尔自治区伊犁哈萨克自治州所辖的一个县，位于新疆西北部，伊犁州东北部。

## 历史沿革
1938年2月，巩哈地区从巩留县析出，成立巩哈设治局，受辖于伊犁长官公署。1939年6月，巩哈设治局改设为巩哈县。1954年4月，将巩哈县更名为倪俐克县，后经标准化正音为尼勒克县。

## 人口民族
2020年末，根据第七次人口普查数据显示：全县常住人口为155737人。

## 行政区划
尼勒克县下辖4个镇、6个乡、1个民族乡：
尼勒克镇、乌拉斯台镇、乌赞镇、木斯镇、苏布台乡、喀拉苏乡、加哈乌拉斯台乡、科克浩特浩尔蒙古族乡、克令乡、喀拉托别乡、胡吉尔台乡和尼勒克县种蜂场。